# Maniac Chase
Maniac Chase – amerykański krótkometrażowy film z 1904 roku w reżyserii Edwina S. Portera.